# 미하스

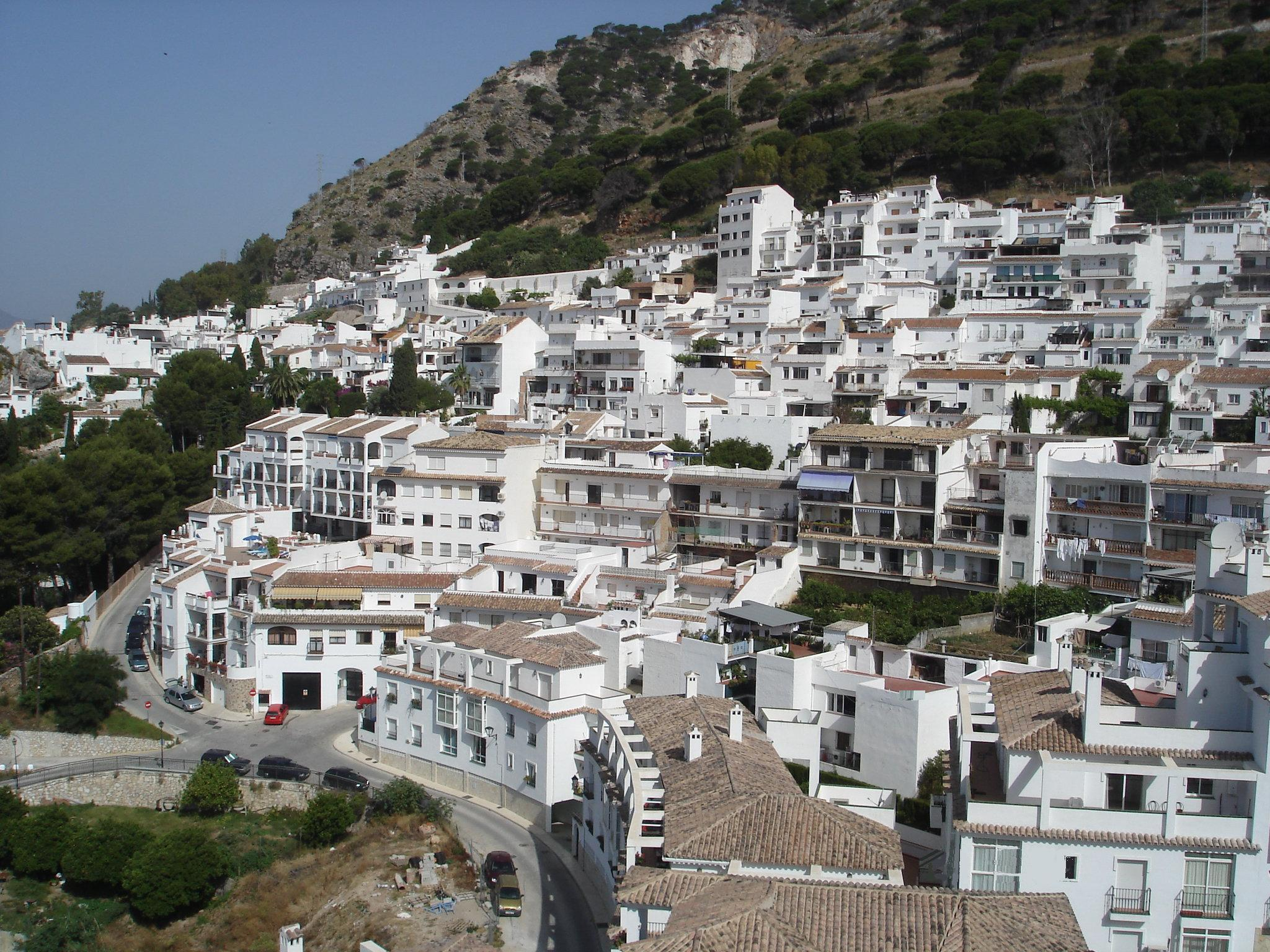

미하스(스페인어: Mijas)는 스페인 안달루시아 지방 말라가주의 도시이다.